# XS (personaggio)
XS, il cui vero nome è Jenni Ognats, è un personaggio dei fumetti DC Comics. È una supereroina nel futuro Universo DC. Membro della Legione dei Supereroi, è la nipote di Barry Allen (il secondo Flash) e cugina di Bart Allen (secondo Kid Flash e quarto Flash).

## Biografia del personaggio
Nonostante sia la nipote di Barry Allen, e figlia di Dawn Allen (dei Gemelli Tornado), inizialmente Jenni Ognats non mostrò nessun segno di supervelocità. Tuttavia, i Dominatori, conoscendo la provenienza della sua famiglia, la catturarono. Alla vista di suo padre (Jeven Ognats di Aarok) torturato, i suoi latenti poteri superveloci si attivarono. Riuscì a fuggire con suo padre prima che i fuochi liberi dei Dominatori facessero esplodere la loro stessa base.
Dopo questi eventi, si controllò in un laboratorio per aiutarsi a coordinarsi durante l'utilizzo della supervelocità. Una volta che imparò a coordinarsi, divenne membro della Legione dei Supereroi. Imparò anche a superare la sua paura e il suo nervosismo iniziale, mentre sviluppava delle cotte per Cosmic Boy, poi per M'Onel per poi infine uscire con Dyrk Magz.
Durante il primo viaggio della Legione nel XX secolo, Xs fu separata dal gruppo. Incontrò suo cugino Bart (Impulso), di cui divenne un'amica. Rivelò di come partecipò ad uno scavo archeologico nel futuro. XS combatté fianco a fianco ad Impulso e ad altri supervelocisti durante gli eventi di Dead Heat. Dopo di ciò, il Flash del XXVII secolo aggiustò il Tapis roulant cosmico di suo nonno, permettendole di tornare a casa. Sfortunatamente, funzionò fin troppo bene, in quanto prima di tornare a casa, XS ebbe il piacere e l'onore di incontrare le versioni di due Legioni future. Impulso le lasciò una nota di addio nell'edificio in cui stava aiutando a scavare.
XS fu una dei Legionari lasciati indietro dopo che molti dei loro colleghi si persero, causando uno scioglimento forzato della squadra. Viaggiò su Xanthu con il suo compagno di squadra Star Boy, dove si ritrovò nel mezzo di una guerra tra Xanthu e Robotica. Mentre i due Legionari riuscirono a salvare miliardi di persone distraendo Robotica abbastanza a lungo da permettere ai sopravvissuti Xanthiani di fuggire dal pianeta, i due rimasero intrappolati lì per dei mesi, finché non furono salvati da alcuni compagni che ritornavano alla base.
XS e le sue versioni della Legione furono rimosse dalla continuità della linea temporale principale dell'Universo DC in The Titans/Legion Special. In Crisi infinita n. 6 (maggio 2006), si rivelò che erano vivi nell'universo parallelo di Terra-247.
La miniserie Final Crisis: Legion of 3 Worlds rivelò che i Gemelli Tornado e i membri della loro famiglia (XS inclusa) nacquero sulla stessa Terra come la versione post-Crisi Infinita della Legione. Così, avvennero delle revisioni alla continuità: dopo la morte di Barry Allen in Crisi sulle Terre infinite, i Gemelli e le loro famiglie divennero gli obiettivi principali del Professor Zoom, che tentò di sabotare il matrimonio di Don Allen e Meloni Thawne. Entrambe le famiglie fuggirono sulla Terra-247 e i Gemelli morirono subito dopo in circostanza non del tutto chiare. Entrambi i cugini furono riuniti alla loro nonna Iris, ed entrambi invecchiarono prematuramente fino all'adolescenza nel giro di pochi giorni. Presumibilmente, l'invecchiamento velocizzato di XS si stabilizzò sotto la sua stessa volontà, dato che non ne fu colpita durante il suo periodo nella Legione.
XS fu usata da Brainiac 5 per resuscitare suo cugino, Bart Allen, tirando fuori il suo spirito dalla Forza della velocità. I due si unirono poi contro Superboy-Prime, il quale temeva una sola persona al mondo: Bart Allen.
Dopo la battaglia contro Superboy-Prime e la sua Legione dei Supercriminali, XS si ritirò dalla Legione di Terra-247. Bart le chiese di unirsi a lui nel XXI secolo, ma lei decise di rimanere nel XXX secolo, al fianco della Legione post-Crisi Infinita per cercare ogni traccia della sopravvivenza dei loro cari. Il suo amico e compagno di squadra, Gates, decise di stare con lei e di accompagnarla.

## Poteri
XS possiede dei poteri che si basano sulla Forza della velocità come gli altri membri della sua famiglia (Barry Allen, Bart Allen, Wally West e Iris West II). Può correre fino a raggiungere una velocità che sfiora quella della luce, vibrare attraverso la materia solida, e addirittura viaggiare attraverso il tempo e le dimensioni alterando la frequenza vibrazionale delle sue molecole.

## Altri media
- XS ebbe un cameo nell'episodio "Dark Victory pt. 1" della serie animata Legion of Super Heroes.
- Nella serie televisiva The Flash XS è Nora West-Allen, la figlia di Barry Allen e Iris West proveniente dal futuro.